# Усумнаран
„Усумнаран“ (на арменски: Ուսումնարան, в превод Училище) е арменско месечно списание за учащата се младеж. Списание на арменското Мехитаристко училище (на армено-католическата конгрегация) за деца и юноши.
Списанието излиза от януари 1932 година до декември 1943 година в Пловдив. Отговорен редактор е Мъгърдич Гарабедян. Отпечатва се в печатница Кр. Мардиросян, „Луна“, „Hop Дам“, „Сипап“ на К. Терзян. Редактори са отец Хам. Оскян, отец Парсех Ферхадян, отец Крикор Хебоян.